# Dmitri Strozew

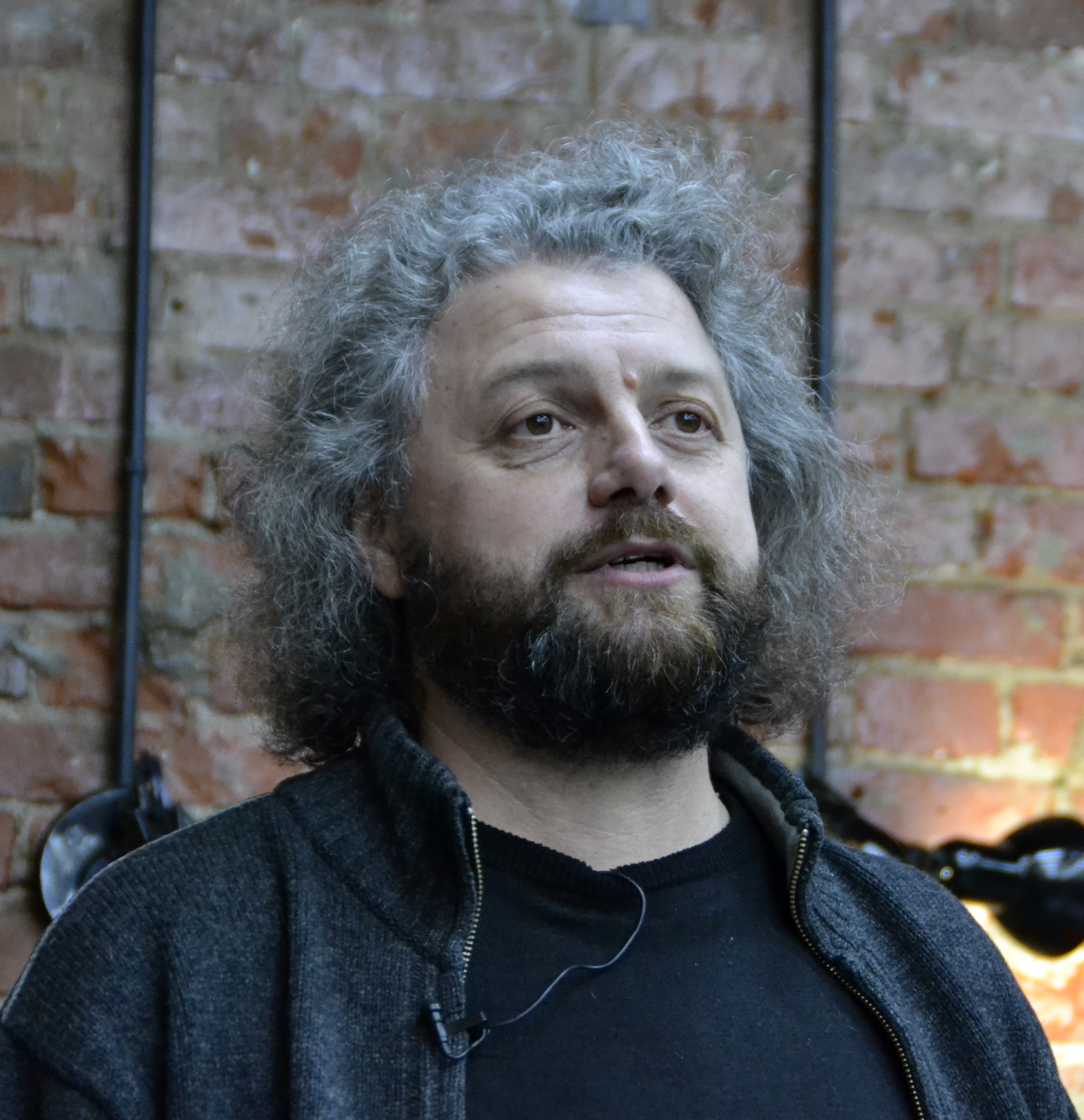
Dmitri Strozew, 2016

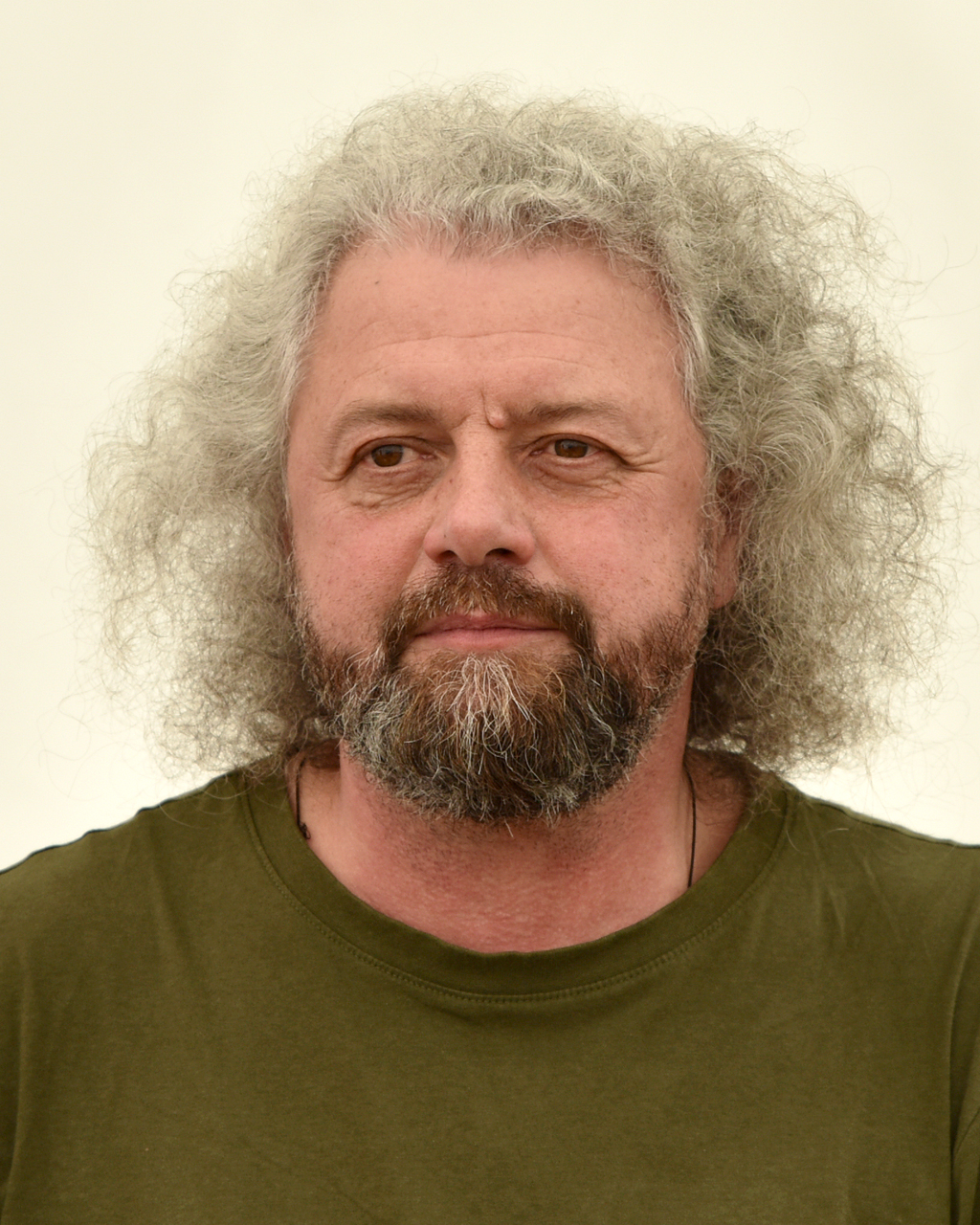
Dmitri Strozew, 2024

Dmitri Strozew (belarus.: Дзмітрый Строцаў, Dzmitry Strotsau, russ.: Дмитрий Строцев, wiss. Transliteration Dmitrij Strocev; * 12. April 1963 in Minsk) ist ein belarussischer russischsprachiger Dichter.

## Leben und Werk
Dmitri Strozew wurde am 12. April 1963 in Minsk geboren. Nach einem Architekturstudium arbeitete er zunächst als Designer, später war er im Verlagswesen tätig. Während der Perestroika war Strozew Mitglied der Künstlergruppe „Belarussisches Klima“ (Belaruskij klimat), die mit genreübergreifender Aktionskunst und Performances hervortrat.  In den 1990er Jahren organisierte Strozew das Minsker Lyrikfestival „Zeit und Ort“ (Vremja i mesto).
Strozew ist als Dichter und Kulturvermittler fest in der russischen und belarussischen literarischen Szene der letzten 30 Jahre verwurzelt, er organisierte ein „Festival des Lautgedichts“ in Moskau und gibt das Lyrikalmanach „Minsker Schule“ (Minskaja škola) heraus. Er ist Mitglied des belarussischen PEN und Preisträger der renommierten „Russkaja Premija“, eines Literaturpreises für russischsprachige Autoren außerhalb Russlands. Er stand auf der Shortlist des Andrej-Belyj-Preises, eines der renommiertesten Literaturpreise Russlands. Strozew lebt in Minsk.
Am 21. Oktober 2020 wurde Strozew wegen seiner Teilnahme an den Minsker Protestaktionen gegen das Lukaschenka-Regime festgenommen und zu 13 Tagen Arrest verurteilt.
Strozew ist Autor von mehreren Gedichtbänden, die in Russland und Belarus veröffentlicht wurden. Er debütierte Ende der 1980er Jahre als Vertreter neofuturistischer Lyrik. Mit seinem 2012 erschienenen, von der Kritik stark beachteten Gedichtband „Die Zeitung“ (Gazeta) wandte er sich, für Leser wie Rezensenten unerwartet, vorrangig sozialen und politischen Themen zu. Im Zentrum seiner dichterischen Reflexion stehen heute diverse Formen mental-ideologischer und physischer Gewalt seitens des Staates in Belarus und Russland sowie gesellschaftliche Transformationsprozesse.
Strozews Gedichte wurden ins Englische, Französische, Italienische übersetzt. Auf Deutsch erschienen 2020 ausgewählte Gedichte unter dem Titel „staub tanzend“ in der Übersetzung von Andreas Weihe im Hochroth Verlag.

## Auszeichnungen
- 2021: Tucholsky-Preis der schwedischen P.E.N.-Sektion[4]